# Per la patria
Per la patria (J'accuse) è un film muto del 1919 diretto da Abel Gance. Esso giustappone un dramma romantico agli orrori della prima guerra mondiale, ed è spesso descritto come un film pacifista e contro la guerra. Le riprese iniziarono nel 1918, e alcune scene furono prese da battaglie vere. Il forte ritratto che il film fa della sofferenza durante la guerra, e in particolar modo la scena del "ritorno dalla morte", lo resero un successo internazionale, confermando Gance come uno dei più importanti registi in Europa.

## Versioni del film
Esistono altre due versioni del film rispetto a quella del 1919, che «fu denunciata come "antimilitarista". Quella del 1922, molto modificata nella sceneggiatura, nelle didascalie e nel montaggio, si concludeva con la sfilata della vittoria, con Joffre, Foch e Clemenceau!». Esiste poi una versione sonora  del 1938, «con cui l'autore  volle denunciare la guerra che s'avvicinava», di valore, sempre secondo Georges Sadoul, «assai inferiore al film muto», pur contenendo alcuni buoni pezzi soprattutto le sequenze della resurrezione dei morti.

## Critica
Alfonso Canziani ha scritto che, pur trattandosi di un film giusto al momento giusto, J'accuse è «ispirato ad un generico pacifismo reazionario», tanto da equivalere «per l'ovvietà dell'ideazione e dei mezzi applicati (...) a quelli opposti, di propaganda bellica, quelli girati "per tener alto il morale delle truppe"». Diversa la presentazione, definita da Canziani «altisonante e autocelebrativa», del film fatta a suo tempo dal regista stesso: «poiché la tragedia rossa non ha avuto il suo Omero e i caduti, le gesta degli eroi, gli occhi stellati dei morti, non hanno trovato spazio sulle tele dei pittori e nelle sculture, noi abbiamo umilmente cercato di far cantare le immagini».